# Hans Haidegger

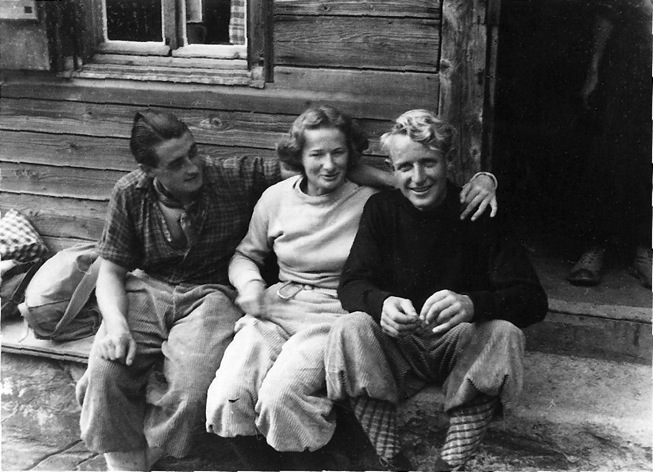
Hans Haidegger, Mäusi Lüthi, Hermann Steuri nach der Erstbegehung der Kingspitz-Nordostwand am 25. September 1938

Hans Haidegger (* 26. August 1913 in Bludenz; † 16. September 1991 in Solothurn) war ein Schweizer Alpinist und Erstbegeher von Kletterrouten im Jura und in den Berner Alpen.

## Leben
Hans Haidegger kam im Alter von sechs Monaten mit seinen Eltern in die Schweiz. Sein Vater Johann Nepomuk Haidegger, Berufsoffizier bei den Kaiserjägern, erlitt im Ersten Weltkrieg eine Augenverletzung. Hans wurde nach technischer Ausbildung Chefkonstrukteur beim Uhrenhersteller Ebauches SA, später Direktor einer Tochterfirma und Leiter des Büros für Automatisierung. Er war ein Tüftler und Erfinder, der für seine Firma viele Patente erwarb.
Schon jung begann er mit Klettern im Jura, wo er eine Reihe von Erstbegehungen in den damals höchsten Schwierigkeitsgraden erschloss, vor allem in der Umgebung seines Wohnortes Solothurn. Der Alpinhistoriker und Kletterer Claude Rémy nennt ihn «Père de l’escalade dans le Jura».
Vor allem im Berner Oberland gelangen ihm in den Dreissigerjahren äusserst schwierige kombinierte Wände, darunter mehrere Erst- und Zweitbegehungen. Oft war er dabei von Frauen begleitet, vor allem von Mäusi Lüthi und Lucie Durand.
Anfang August 1937 kletterte er allein in der Eigernordwand bis etwa zur halben Wandhöhe – also noch vor der Erstbegehung 1938 – um die Route für eine mögliche Schweizer Begehung zu erkunden. Dabei kletterte er östlicher als die heute übliche Route direkt zum ersten Einsfeld hinauf. Vermutlich erreichte er die Höhe des so genannten Todesbiwaks. Wenige Tage später, am 5./6. August 1937,  durchstieg er mit Lucie Durand die Nordostwand des Eiger, wegen schlechten Verhältnissen stiegen sie zum Mittellegigrat aus, sonst wäre es die zweite Begehung geworden.
Wegen des Ansturms von Deutschen und Österreichern auf die Eigernordwand liess er jedoch von seinen Plänen einer Erstbegehung ab. Im Herbst 1938 eröffnete er mit Hermann Steuri und Mäusi Lüthi die Nordostwand des Kingspitz in den Engelhörnern, damals eine der schwierigsten Felsrouten der gesamten Alpen.
Hans Haidegger wurde 1942 Schweizer Bürger und leistete Militärdienst als Funker bei den Übermittlungstruppen. Er fühlte sich immer als Schweizer. 1943 heiratete er Lily Zurmühle aus Solothurn, der Ehe entsprossen drei Töchter, darunter die Anwältin und Politikerin Lili Nabholz-Haidegger und die Chemikerin Eva-Maria Rossi-Haidegger. Nach der Heirat gab er das extreme Bergsteigen auf, blieb aber zeitlebens der Natur und den Bergen verbunden.

## Erstbegehungen (Auswahl)
- 14. Juli 1935 Lauterbrunner Breithorn Nordwand, Zweitbegehung auf teilweise neuer Route. Mit Fritz Fricker, der im Abstieg zu Tode stürzte.
- 18. August 1935 Doldenhorn Nordwand. Erste Solodurchsteigung, zweite Begehung.
- 5. Juli 1936 Altels Nordostwand. Mit Max Eggenschwiler und Mäusi Lüthi.
- 19. Juli 1936 Doldenhorn Südostwand. Mit Max Eggenschwiler.
- 18./19. Juli 1937 Schreckhorn Nordwestwand. Neue Route mit Lucie Durand.
- 25. Juli 1937 Balmhorn Ostwand. Mit Lucie Durand.
- 5./6. August 1938 Wetterhorn Nordwand. (Erste Begehung von Führerlosen.)
- 25. September 1938 Kingspitz Nordostwand. Mit Hermann Steuri und Mäusi Lüthi.
- 28. Juli 1942 Altmann Nordwand (Berner Oberland). Mit Lily Zurmühle.